# Insieme finire
Insieme finire è il terzo singolo di Biagio Antonacci estratto dall'undicesimo album Sapessi dire no, entrato nelle stazioni radiofoniche nel settembre 2012.

## Produzione
Il brano è stato prodotto da Iris SRL.

## Video musicale
Il video è stato diffuso il 27 settembre successivo